# Monoblet
Monoblet is een gemeente in het Franse departement Gard (regio Occitanie) en telt 539 inwoners (1999). De plaats maakt deel uit van het arrondissement Le Vigan.

## Geografie
De oppervlakte van Monoblet bedraagt 21,7 km², de bevolkingsdichtheid is 24,8 inwoners per km².

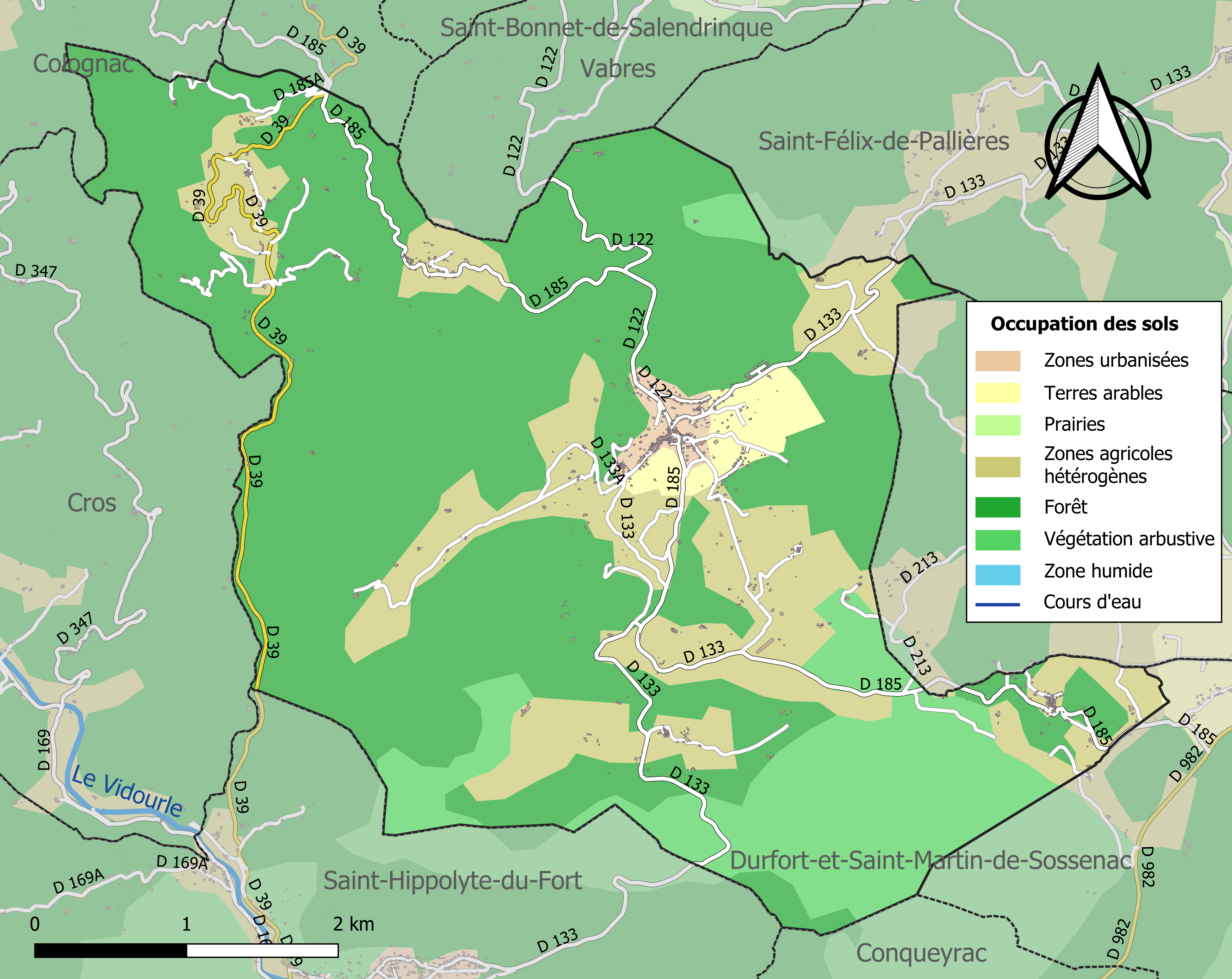
Kaart van de gemeente met de belangrijkste infrastructuur, bodemgebruik en omliggende gemeenten

## Demografie
Onderstaande figuur toont het verloop van het inwonertal (bron: INSEE-tellingen).